# Sindrom fantomskog oka
Sindrom fantomskog oka je fantomska bol u području oka s vidnim halucinacijama, nakon uklanjanja jednog oka (enukleacija, evisceracija).

## Simptomatologija
Puno pacijenata doživljava jedan ili više fantomskih fenomena nakon uklanjanja oka: 
- Fantomska bol u (uklonjenom) oku (prevalencija: 26%)
- Ne-bolne fantomske senzacije
- Vizualne halucinacije. Oko 30% pacijenata iznosi vizualne halucinacije uklonjenog oka. Većina tih halucinacija sastoji se od bazičnih percepcija (oblici, boje). Suprotno tome, vizualne halucinacije uzrokovane teškim gubitkom vida (Charles Bonnet sindrom) su manje učestale (prevalencija 10%) i često se sastoje od detaljnih slika.

## Fantomska bol i ne-bolne fantomske senzacije
Fantomska bol i ne-bolne fantomske senzacije su rezultat promjena u centralnom živčanom sustavu uzrokovanih denervacijom dijela tijela. Fantomska bol oka je znatno rjeđa od fantomske boli uda. Prevalencija fantomske boli nakon amputacije uda rangira od 50% do 78%. Prevalencija fantomske boli oka, nasuprot tome, je oko 30%. 
Postamputacijske promjene u kortikalnim centrima dijelova tijela koji graniče uz amputirani ud, smatra se da doprinose razvoju fantomske boli i ne-bolnih fantomskih senzacija. Jedan od razloga manjem broju pacijenata s fantomskom boli oka u usporedbi s onima s fantomskom boli uda mogli bi biti manji kortikalni somatosenzorični centri oka u usporedbi s udovima.
U osoba s amputiranim udom, neke, ali ne sve studije, pronašle su povezanost između preoperativne boli u zahvaćenom udu i postoperativne fantomske boli. Postoji signifikantna povezanost između bolnih i ne-bolnih fantomskih doživljaja i preoperativne boli u simptomatologiji oka i glavobolje. Na temelju sadašnjih podataka je teško odrediti da li glavobolje ili preoperativne bol oka igraju slučajnu ulogu u razvoju fantomskog fenomena, ili glavobolje, preoperativna bol oka, i postoperativni fantomski doživljaji oka su jedan fenomen jednog temeljnog faktora. Usprkos tome, jedna studija na ljudima pokazala je da eksperimentalna bol dovodi do nagle reorganizacije somatosenzoričkog korteksa. Ta studija sugerira da bi preoperativna i postoperativna bol mogle biti važan kofaktor u somatosenzoričkoj reorganizaciju i u razvoju fantomskih doživljaja.            

## Vizualne halucinacije
Enukleacija jednog oka i, slično, ozljede retine, vode kaskadi događaja u kortikalnim područjima koja primaju vizualni „input“ (ulaz vizualnih podataka). Kortikalni GABAergična (GABA: Gamma-aminobutrična kiselina) inhibicija se smanjuje a kortikalna glutamatergična eksitacija se povećava, što je praćeno povećanom vizualnom ekscitabilnošću ili čak spontanom aktivnošću u vizualnom korteksu. Vjeruje se da je spontana aktivnost u denerviranom vizualnom korteksu neuralna veza vizualnih halucinacija.

## Vidjeti
- Fantomska bol

|  | Molimo pročitajte upozorenje o korištenju medicinskih informacija. Ne provodite liječenje bez savjetovanja s liječnikom! |